# Древесная енотовая гончая
Древесная енотовая гончая (гончая Уокера, кунхаунд Уокера) (англ. Treeing Walker Coonhound) — порода охотничьих собак. Выведена в США для охоты на енота и опоссума. Порода весьма популярна в США, за пределами страны мало распространена.

## История
В 1742 году Томас Уокер завез в США несколько английских фоксхаундов, но эти собаки плохо подходили для охоты в лесистой местности восточного побережья и в горах Аппалачи, которые он исследовал. От собак, завезенных Уокером произошли ныне вымершие виргинские гончие. Современные гончие Уокера произошли от виргинской гончей и бладхаунда.
Древесная енотовая гончая была признана самостоятельной породой в 1945 году.
Порода не признана FCI.

## Внешний вид
Размер: высота в холке кобелей — 55,8-68,5 см, высота сук — 50,8-63,5 см. Вес 22,6-31 кг.

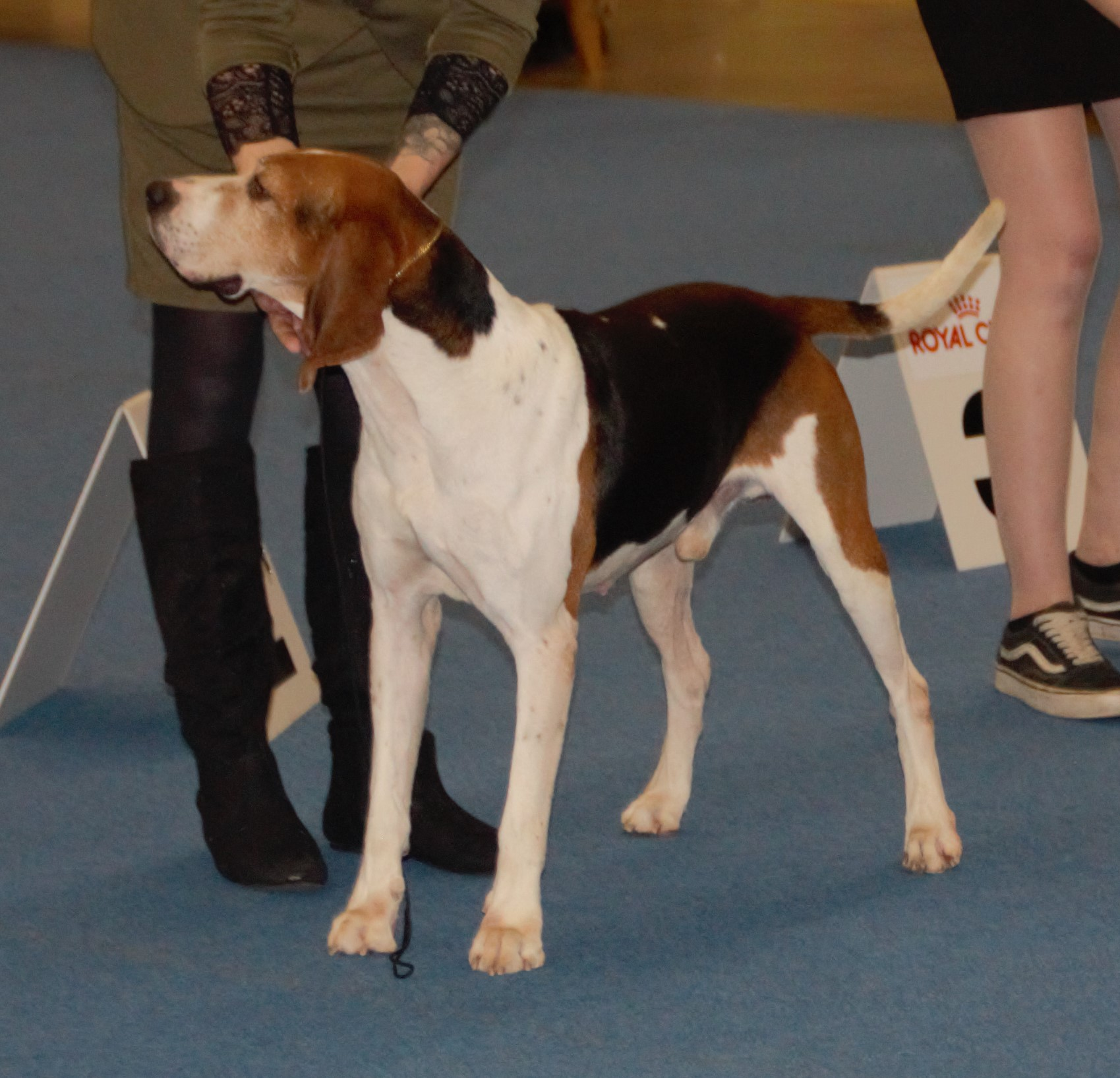

Череп должен быть широким с длинной мордой. Уши длинные и висячие. Глаза большие, темного цвета с мягким выражением лица. Ноздри крупные, чёрной пигментации.
Шея и горло чистая без избытка кожи. Шея средней длины. Длина лопатки и плеча должна быть одинаковой. Грудь и ребра — глубина грудной клетки важнее ширины. Ребра хорошо изогнутые, никогда не плоские. Спина и поясница — сильная, мускулистая спина средней длины. Верхняя линия почти ровная или слегка наклоненная от плеча к задней части. Хвост установлен умеренно высоко, идет прямо от верхней линии, хорошо подтянут, похож на саблю.
Передние ноги прямые и параллельные друг другу от локтя до пясти. Пясть от сустава до верха стопы прочная и отчетливая, слегка косая, но стоящая почти перпендикулярно земле. Лапы — толстые подушечки, хорошо выгнутые пальцы ног, придающие вид «кошачьей лапы», плотные. Нет задних прибылых пальцев. Задние конечности мускулистые и мощные. Мускулистые бедра значительной длины. Прямые скакательные суставы. Ноги при осмотре сзади параллельны.
Походка плавная и легкая, свободная сбалансированная, демонстрирующая хороший размах передних конечностей, обеспечивающая эффектное движение, легко покрывая землю.
Шерсть гладкая, блестящая и короткая, но плотная и жесткая гончая шерсть. Окрас предпочтителен трехцветный, допускается чёрно-пегий и рыже-пегий.

## Использование
Древесная енотовая гончая — быстрый, чуткий охотник, с ясным звонким голосом. Порода предназначена для охоты на енотов и опоссумов. Задача гончей — выследить и загнать на дерево енота, собака не убивает жертву, а ждет охотника, подзывая его громким лаем.

## Характер

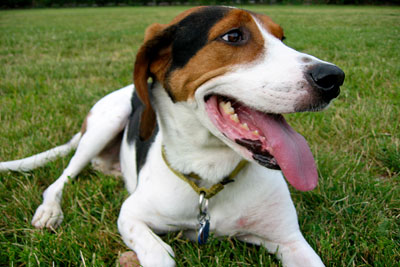

Гончая Уокера — умная, смелая и рассудительная собака. Енотовые гончие очень энергичная порода, которая любит много бегать и играть. Поэтому собаки нуждается в ежедневных длительных прогулках с играми. Кунхунд спокойно уживается с другими собаками и детьми. При правильном знакомстве, порода сможет ужиться с кошками.

## Здоровье
Гончая Уокера довольно здоровая порода. У собак может быть дисплазия тазобедренного сустава и аномалии глаз.